# 240 (عدد)
240 هو عدد صحيح  طبيعي بين 239 و241

## في الرياضيات

### خصائص
- 240عدد زوجي
- 240عدد زائد
- 240 عدد مضلعي (81 أضلاع-...)